# Crataegus iracunda
Crataegus iracunda är en rosväxtart som beskrevs av Chauncey Delos Beadle. Crataegus iracunda ingår i Hagtornssläktet som ingår i familjen rosväxter. Utöver nominatformen finns också underarten C. i. iracunda.